# خوان دومینگو روکیا
خوان دومینگو روکیا (انگلیسی: Juan Domingo Rocchia؛ زادهٔ ۱۳ ژوئن ۱۹۵۱) بازیکن فوتبال اهل آرژانتین است.
از باشگاه‌هایی که در آن بازی کرده‌است می‌توان به باشگاه فوتبال راسینگ کلوب آویاندا اشاره کرد.
وی همچنین در تیم ملی فوتبال آرژانتین بازی کرده‌است.